# Podnoszenie ciężarów na Igrzyskach Śródziemnomorskich 2013
Podnoszenie ciężarów na Igrzyskach Śródziemnomorskich 2013 odbywało się w dniach 21–26 czerwca 2013 roku. Zawodnicy obojga płci rywalizowali łącznie w czternastu konkurencjach w Erdemli Spor Salonu.

## Podsumowanie

### Klasyfikacja medalowa
| Klasyfikacja medalowa | Klasyfikacja medalowa | Klasyfikacja medalowa | Klasyfikacja medalowa | Klasyfikacja medalowa | Klasyfikacja medalowa |
| Miejsce               | Państwo               | Złoto                 | Srebro                | Brąz                  | Razem                 |
| --------------------- | --------------------- | --------------------- | --------------------- | --------------------- | --------------------- |
| 1                     | Egipt                 | 10                    | 9                     | 7                     | 26                    |
| 2                     | Turcja                | 6                     | 7                     | 1                     | 14                    |
| 3                     | Tunezja               | 3                     | 5                     | 4                     | 12                    |
| 4                     | Albania               | 3                     | 1                     | 4                     | 8                     |
| 5                     | Włochy                | 2                     | 2                     | 2                     | 6                     |
| 6                     | Hiszpania             | 2                     | 1                     | 3                     | 6                     |
| 7                     | Grecja                | 2                     | 0                     | 2                     | 4                     |
| 8                     | Syria                 | 0                     | 2                     | 0                     | 2                     |
| 9                     | Francja               | 0                     | 1                     | 4                     | 5                     |
| 10                    | Algieria              | 0                     | 0                     | 1                     | 1                     |
| Razem                 | Razem                 | 28                    | 28                    | 28                    | 84                    |

### Medaliści
| Konkurencja   | Konkurencja | 1. miejsce              | 1. miejsce | 2. miejsce       | 2. miejsce | 3. miejsce            | 3. miejsce |
| Mężczyźni     | Mężczyźni   | Mężczyźni               | Mężczyźni  | Mężczyźni        | Mężczyźni  | Mężczyźni             | Mężczyźni  |
| ------------- | ----------- | ----------------------- | ---------- | ---------------- | ---------- | --------------------- | ---------- |
| do 56 kg      | Rwanie      | Khalil El-Maaoui        | 115        | Mirco Scarantino | 108        | Michael Steven Otero  | 107        |
| do 56 kg      | Podrzut     | Khalil El-Maaoui        | 142        | Mirco Scarantino | 139        | Michael Di Giusto     | 132        |
| do 62 kg      | Rwanie      | Bünyamin Sezer          | 135        | Ahmed Saad       | 131        | Kevin Caesemaeker     | 119        |
| do 62 kg      | Podrzut     | Ahmed Saad              | 156        | Bünyamin Sezer   | 151        | Kevin Caesemaeker     | 147        |
| do 69 kg      | Rwanie      | Daniel Godelli          | 151        | Karem Ben Hnia   | 138        | Briken Calja          | 138        |
| do 69 kg      | Podrzut     | Daniel Godelli          | 174        | Karem Ben Hnia   | 173        | Briken Calja          | 170        |
| do 77 kg      | Rwanie      | Ramzi Bahloul           | 157        | Semih Yagci      | 151        | Mohamed Sultan        | 150        |
| do 77 kg      | Podrzut     | Ibrahim Abdelbaki       | 195        | Ramzi Bahloul    | 195        | Mohamed Sultan        | 188        |
| do 85 kg      | Rwanie      | Tarek Abdelazim         | 157        | Giovanni Bardis  | 157        | Theodoros Iakovidis   | 156        |
| do 85 kg      | Podrzut     | Tarek Abdelazim         | 203        | Nezir Sağır      | 193        | Theodoros Iakovidis   | 190        |
| do 94 kg      | Rwanie      | Ervis Tabaku            | 166        | Ragab Abdalla    | 163        | Ossama Khattab        | 161        |
| do 94 kg      | Podrzut     | Ragab Abdalla           | 369        | Ossama Khattab   | 362        | Ervis Tabaku          | 361        |
| do 105 kg     | Rwanie      | David Kavelasvili       | 173        | Ahed Jugheli     | 172        | Walid Bidani          | 171        |
| do 105 kg     | Podrzut     | David Kavelasvili       | 388        | Ahed Jugheli     | 384        | Gaber Mohamed         | 372        |
| Kobiety       |             |                         |            |                  |            |                       |            |
| do 48 kg      | Rwanie      | Genny Caterina Pagliaro | 79         | Sibel Özkan      | 78         | Basma Ibrahim         | 74         |
| do 48 kg      | Podrzut     | Genny Caterina Pagliaro | 100        | Estefanía Juan   | 94         | Basma Ibrahim         | 92         |
| do 53 kg      | Rwanie      | Emine Şensoy            | 82         | Ayşegül Çoban    | 82         | Manon Lorentz         | 79         |
| do 53 kg      | Podrzut     | Ayşegül Çoban           | 110        | Emine Şensoy     | 96         | Manon Lorentz         | 95         |
| do 58 kg      | Rwanie      | Aylin Daşdelen          | 87         | Esraa Ahmed      | 86         | Nadia Hosni           | 78         |
| do 58 kg      | Podrzut     | Aylin Daşdelen          | 113        | Esraa Ahmed      | 101        | Nadia Hosni           | 100        |
| do 63 kg      | Rwanie      | Sibel Şimşek            | 100        | Romela Begaj     | 99         | Sara Ahmed            | 92         |
| do 63 kg      | Podrzut     | Sara Ahmed              | 124        | Sibel Şimşek     | 121        | Romela Begaj          | 117        |
| do 69 kg      | Rwanie      | Esmat Ahmed             | 106        | Ghada Hassine    | 105        | Sheila Ramos Gonzalez | 95         |
| do 69 kg      | Podrzut     | Esmat Ahmed             | 126        | Ghada Hassine    | 122        | Sheila Ramos Gonzalez | 121        |
| do 75 kg      | Rwanie      | Lidia Valentín          | 120        | Abeer Khail      | 120        | Carlotta Brunelli     | 91         |
| do 75 kg      | Podrzut     | Lidia Valentín          | 145        | Abeer Khail      | 141        | Figen Kaya            | 108        |
| powyżej 75 kg | Rwanie      | Shaimaa Haridy          | 110        | Halima Abbas     | 110        | Marwa Jlassi          | 95         |
| powyżej 75 kg | Podrzut     | Shaimaa Haridy          | 135        | Halima Abbas     | 132        | Marwa Jlassi          | 131        |